# Hafenkran an der Elsflether Kaje
Der ehemalige Hafenkran an der Elsflether Kaje im niedersächsischen Elsfleth-Lienen, im Landkreis Wesermarsch, stammt aus dem 20. Jahrhundert.
Aktuell (2023) ist nur die Kranbahn erhalten; der Kran wurde 2023 abgebaut.
Die Anlage steht und der Kran stand seit 2012 unter Denkmalschutz (siehe auch Liste der Baudenkmale in Elsfleth).

## Geschichte

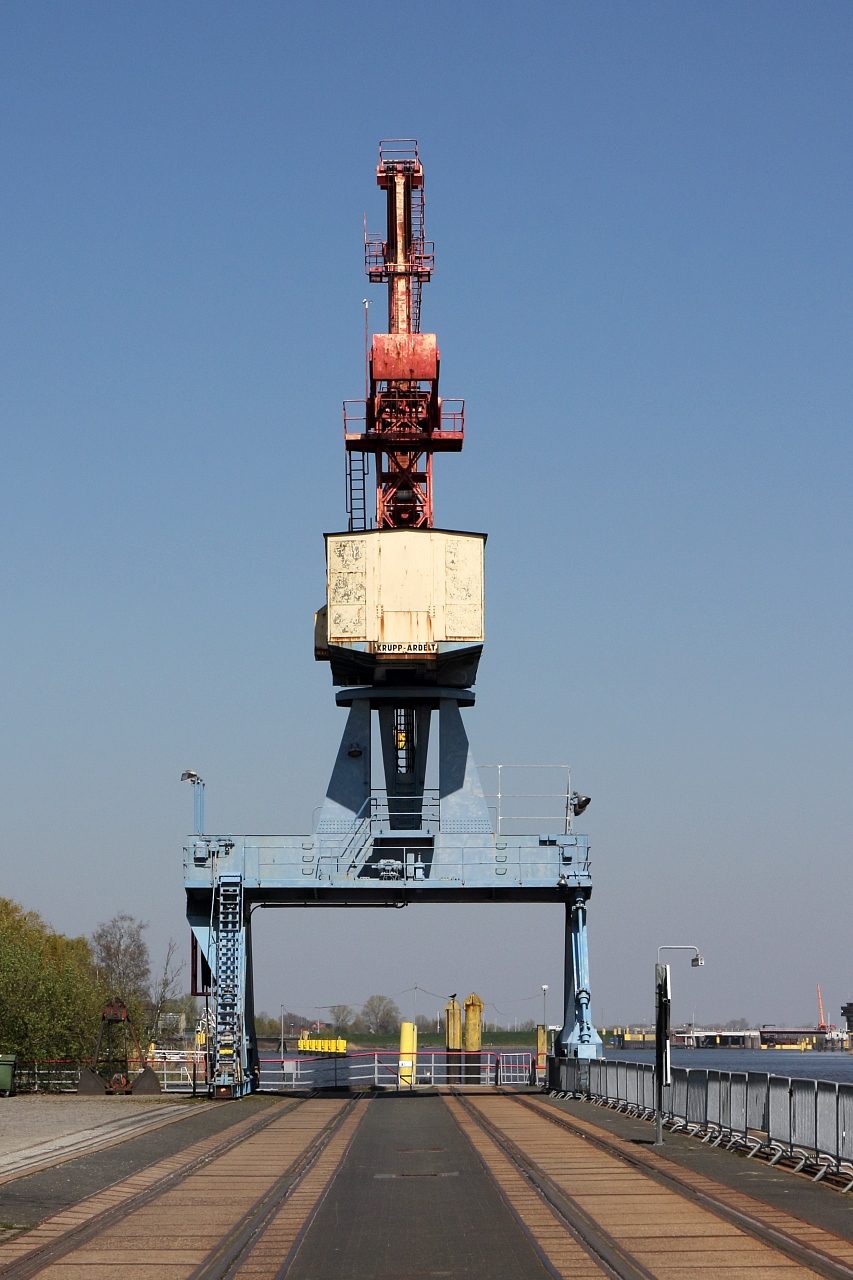

Der Elsflether Hafen entwickelte sich seit dem 16. Jahrhundert. 1858 legten 122 See- und 267 Küstenschiffe an der Kaje an. 1872 entstand ein Anschluss an die Bahnlinie. Von 1876 bis 1902 bestand ein Binnenhafen südlich der Kaje. Nach der Weserkorrektion von 1895 und dem Niedergang der Segelschifffahrt verlor der Hafen an Bedeutung. 1951/52 wurde der Hafen modernisiert und der Umschlag nahm auf 515.000 Tonnen zu und danach stetig ab auf 235.730 Tonnen in 1990.
Die fast 300 Meter lange erhaltene Anlage besteht aus zwei Schienen an der Kante der Weserkaje zur Bewegung des Hafenkrans zum Be- und Entladen von Schiffen.
Der Portaldrehkran – ein Wippkran mit 5000 Kilogramm Tragkraft – wurde 1958 von der Krupp-Ardelt GmbH in Wilhelmshaven gebaut. Sein Ausleger war 25 Meter lang.
Der letzte Betreiber des Krans aus Nordenham verkaufte 2006 den Kran an den Elsflether Kapitän und Reeder Horst Werner Janssen (1933–2017), der ihn als Industriedenkmal erhalten wollte.
Seit Januar 2023 erfolgte der Abbau des alten Hafenkrans.